# 텀블러 (마이크로블로그)
텀블러(Tumblr)는 사용자들이 문자, 그림, 영상, 링크, 인용, 소리를 그들의 조그마한 텀블로그에 게재할 수 있게 도와 주는 마이크로블로그 플랫폼이자 웹사이트, 소셜 네트워크 서비스이다. 데이비드 카프(David Karp)가 2007년에 설립하였다. 이 서비스는 이용성을 강조하고 있어서, 사용자들은 다른 사용자를 팔로우(follow)할 수 있고 텀블로그를 개인의 것으로 만들 수 있다. 영어, 한국어, 독일어, 프랑스어, 이탈리아어, 일본어, 터키어를 지원한다.
2013년 5월 19일, 야후!가 텀블러를 11억 달러에 인수하여 2017년까지 운영하였고, 야후!가 버라이즌 미디어에 인수되며 자연스레 텀블러도 버라이즌의 자회사가 되면서 2019년까지 운영하다가, 2019년 8월 13일 워드프레스를 운영하는 오토매틱에 매각되었으며, Axios에 따르면 인수 금액은 300만 달러 이하이다.

## 역사
텀블러는 2007년 2월에 시작되었으며, 2주 이내에 서비스는 75,000명의 사용자를 얻었다. 아르멘트는 인스타페이퍼에 집중하기 위해 2010년 9월에 회사를 떠났다.
한국에서는 2013년 9월 25일 한국어 서비스를 시행하게 되었다.

## 특징

### 블로그 관리
- 대시 보드 : 대시 보드는 일반적인 텀블러 사용자를 위한 기본 도구다. 그들이 따르는 블로그의 최근 게시물에 대한 실시간 피드다. 대시 보드를 통해 사용자는 대시 보드에 표시되는 다른 블로그의 게시물을 댓글을 달거나, 다시보고, 좋아할 수 있다. 대시 보드를 통해 사용자는 대시 보드 상단에 표시된 버튼 클릭만으로 텍스트 게시물, 이미지, 비디오, 따옴표 또는 블로그 링크를 업로드 할 수 있다. 사용자는 자신의 블로그를 트위터 및 페이스북 계정에 연결할 수도 있다. 그래서 그들은 게시물을 올릴 때마다 트윗과 상태 업데이트로 보내질 것이다.
- 대기열 : 사용자는 자신이 작성한 게시물을 지연시킬 일정을 설정할 수 있다. 그들은 몇 시간 또는 며칠 동안 자신의 게시물을 전파할 수 있다.
- 태그 : 사용자는 태그를 추가하여 잠재 고객이 특정 주제에 대한 게시물을 찾도록 도울 수 있다. 누군가가 블로그에 사진을 업로드하고 시청자가 사진을 찾고 싶어하면 #picture 태그를 추가하고 시청자는 그 단어를 사용하여 #picture 태그가 있는 게시물을 검색할 수 있다.
- HTML 편집 : 텀블러를 사용하면 블로그의 테마를 HTML 코드로 편집하여 블로그의 모양을 제어할 수 있다. 사용자는 자신의 블로그에 맞춤 도메인 이름을 사용할 수도 있다.

## 비판

### 저작권 위반
텀블러는 참여한 블로거가 저작권 침해에 대한 비판을 받았다. 그러나 텀블러는 DMCA 테이크 다운 알림을 받다. 텀블러의 시각적 호소력은 종종 지불없이 다시 출판되는 다른 사람들의 저작권 작품을 포함하는 포토 블로그에 이상적이다. 텀블러 사용자는 "리블로깅", 특성과 자신의 블로그에 다른 블로그에서 가져온 사용자에 다시 콘텐츠를 게시할 수 있다. 텀블러에 기능으로 독창적 콘텐츠를 게시할 수 있다.

### 보안
텀블러는 스팸 및 보안 문제를 관리해야 했다. 예를 들어, 2011년 5월 사슬편지 사기가 13만명의 사용자에게 영향을 미쳤었다.
2012년 12월 3일 텀블러는 인터넷 트롤 그룹 GNAA가 배포한 교차 사이트 스크립팅 웜에 의해 공격을 받았다. 이 메시지는 사용자에게 피해를 주며 일반적으로 블로깅을 비난하도록 촉구했다.

### 사용자 인터페이스 변경
2015년, 텀블러는 사용자가 재검토 메커니즘을 변경한 것에 대한 비판에 직면했다. 2015년 7월 시스템을 수정하여 사용자가 게시물을 다시 블로깅할 때 다른 사용자가 개별적인 의견을 삭제하거나 수정할 수 없도록 했다. 기존 댓글은 한꺼번에만 삭제할 수 있다. 텀블러 스태프는 이 변경이 "잘못 맞춤법"에 맞서고 있다고 주장했다.
2015년 9월, 텀블러는 게시물의 댓글 스레드가 표시되는 방식을 변경했다. 각 게시물에 들여 쓰기가 있는 중첩 된보기가 아닌 모든 리블로그가 평면보기로 표시되고 사용자 아바타도 추가되었다. 이 변경은 특히 모바일 플랫폼에서 리블로그의 가독성을 높이기 위한 것이었으며 기존 댓글을 수정할 수 없는 점을 보완하기 위한 것다. 또한 분개는 변경 사항에 대해 비판적이었으며 사이트가 더 깨끗함을 알았지만 사이트가 "향수를 끄는 매력"을 잃게 만들었다. 2016년에는, 이러한 변화를 없애기 위해 수 많은 브라우저 확장이 만들어졌다.

### 정치 및 성향
2015년 텀블러 아티스트는 화면에 묘사된 것보다 다른 신체 비율을 가진 스티븐 유니버스 캐릭터를 그리기 위해 다른 사용자로부터 사이버 괴롭힘을 받았으며 결국 자살 시도에 실패했다. 이 시리즈에서 활동하는 이안 존스 - 쿼티(Ian Jones-Quartey)는 트위터에 "팬 아트 전문가는 원하는 예술을 창조할 수 있으며 모든 사람은 어떤 이유로든 그것을 비판할 자유가 있다." 라고 하면서 괴롭힘은 비판이 아니다.
다만 텀블러에서는 정치적 이념을 가지고 싸움이 일어나기도 하며 여성주의자들의 경우 성차별에 대한 비판을 하거나 디즈니에서 제작된 영화들을 이들의 관점에서 해석하는 모습을 볼 수 있다. 또 소셜 저스티스 워리어라 불리는 극단적 정치적 올바름 세력이 텀블러에 존재했고 자신들은 일종의 운동권이라고 생각해 격렬한 논쟁을 벌이기도 한다. 때문에 반대 성향을 가진 4chan과 두 번 충돌한 적이 있다.

### 검열
대한민국에서는 방송통신심의위원회가 텀블러에 불법 콘텐츠에 대응하기 위한 자율 심의제 준수 요청을 보냈으나 텀블러는 미국법을 준수하고 표현의 자유를 허용하여 성인 콘텐츠를 허용하고 있었고 게시물의 내용을 검토해봤지만 정책을 위반하지 않았다며 삭제할 수 없다는 답변을 보냈다. 결국 2017년 12월 6일 방송통신심의위원회는 시정 조치 미이행을 이유로 텀블러를 차단하기로 했지만 실제로는 차단이 되지 않았다. 하지만 2018년 6월 22일 텀블러는 입장을 바꿔 방송통신심의위원회의 자율 규제에 적극 협조하기로 발표했다.
2018년 11월 20일 성인물 내지 NSFW 작가들이 대거 정지를 받았다. 텀블러 측에서는 음란물 관련 광고를 비롯해 광고성 게시물이나 계정을 삭제 처리하는 봇의 버그라며 밝혔는데도 정작 텀블러에서는 안전 모드로 설정되어 있어 NSFW 관련 게시물이 나오지 않고 있다. 결국 12월 17일 공개된 새로운 가이드라인에서 성인물이 비허용 목록에 들어가 더 이상 성인물을 올릴 수 없게 되었고 글쓴이에게 메시지를 보낸 후 심사 및 항소 과정을 거쳐 부적절하고 판단될 시 포스트를 비공개 처리하는 방식으로 진행되었는데 다음 날인 12월 18일 상기 조건에 해당되는 게시물은 비공개 처리된다며 재차 발표했으나 예술적 누드 등은 예외라고 밝혔지만 예술적 누드 역시 비공개 처리되었다.
이를 두고 네티즌들과 작가들은 새로운 가이드라인에 반발하여 change.org에 서명 운동이 진행되었고, 작가들은 대체제인 픽시브나 트위터로 대거 이동했다.

## 같이 보기
- 트위터
- 웹 2.0